# Diocese de Jaboticabal
A Diocese de Jaboticabal (em latim: Diœcesis Iaboticaballensis) é uma circunscrição eclesiástica da Igreja Católica situada em Jaboticabal, no estado de São Paulo, Brasil. Seu atual bispo é Eduardo Pinheiro da Silva, S.D.B.. Sua Sé é a Catedral Nossa Senhora do Carmo.
Possui 43 paróquias servidas por 60 padres, abrangendo uma população de 505 800 habitantes, com 75,3% da dessa população jurisdicionada batizada (381 000 católicos).

## Território
A diocese inclui 20 municípios na parte nordeste do estado de São Paulo: Jaboticabal, Barrinha, Bebedouro, Cândido Rodrigues, Dobrada, Fernando Prestes, Guariba, Monte Alto, Monte Azul Paulista, Pirangi, Pitangueiras, Pradópolis, Santa Ernestina, Taiaçu, Taiúva, Taquaral, Taquaritinga, Terra Roxa, Viradouro e Vista Alegre do Alto.
O território abrange uma área de 5.175 km² e está dividido em 43 paróquias, agrupadas em 5 foranias: Nossa Senhora Aparecida (Viradouro), Nossa Senhora do Carmo (Jaboticabal), São João Batista (Bebedouro), São Sebastião (Taquaritinga) e Senhor Bom Jesus (Monte Alto).

## História
Foi criada em 25 de janeiro de 1929 pelo Papa Pio XI com a Bula Sollicitudo Omnium Ecclesiarum, desmembrando-se da Diocese de São Carlos. Originalmente, era sufragânea da Arquidiocese de São Paulo.
Em 13 de junho de 1957, com a carta apostólica Quæ in Ecclesia, o Papa Pio XII proclamou a Bem-aventurada Virgem Maria do Monte Carmelo como padroeira da diocese.
Em 19 de abril de 1958, passou a fazer parte da província eclesiástica da Arquidiocese de Ribeirão Preto, pela Constituição apostólica Sacrorum Antistitum.
Em 14 de abril de 1973 e 9 de fevereiro de 2000, cedeu partes de seu território em benefício da ereção das dioceses de Barretos e Catanduva, respectivamente.

## Bispos
Lista de bispos da Diocese de Jaboticabal:
| #               | Nome                                          | Período    | Notas                              |
| --------------- | --------------------------------------------- | ---------- | ---------------------------------- |
| 5º              | Dom Eduardo Pinheiro da Silva, S.D.B.         | 2015–atual |                                    |
| 4º              | Dom Fernando Antônio Brochini, C.S.S.         | 2003–2014  | Nomeado Bispo de Itumbiara         |
| 3º              | Dom Luiz Eugênio Perez                        | 1981–2003  |                                    |
| 2º              | Dom José Varani                               | 1961–1981  |                                    |
| 1°              | Dom Antônio Augusto de Assis                  | 1931–1961  |                                    |
| Bispo coadjutor |                                               |            |                                    |
|                 | Dom Fernando Antônio Brochini, C.S.S.         | 2001–2003  |                                    |
|                 | Dom José Varani                               | 1950–1961  |                                    |
| Bispo auxiliar  |                                               |            |                                    |
|                 | Dom Frei Gabriel Paulino Bueno Couto, O.Carm. | 1946–1954  | Nomeado Bispo auxiliar de Curitiba |